# Montalegre
Montalegre ist ein Kreis (Concelho) und eine Vila (Kleinstadt) im Distrikt Vila Real in Portugal mit 1819 Einwohnern (Stand 30. Juni 2011).

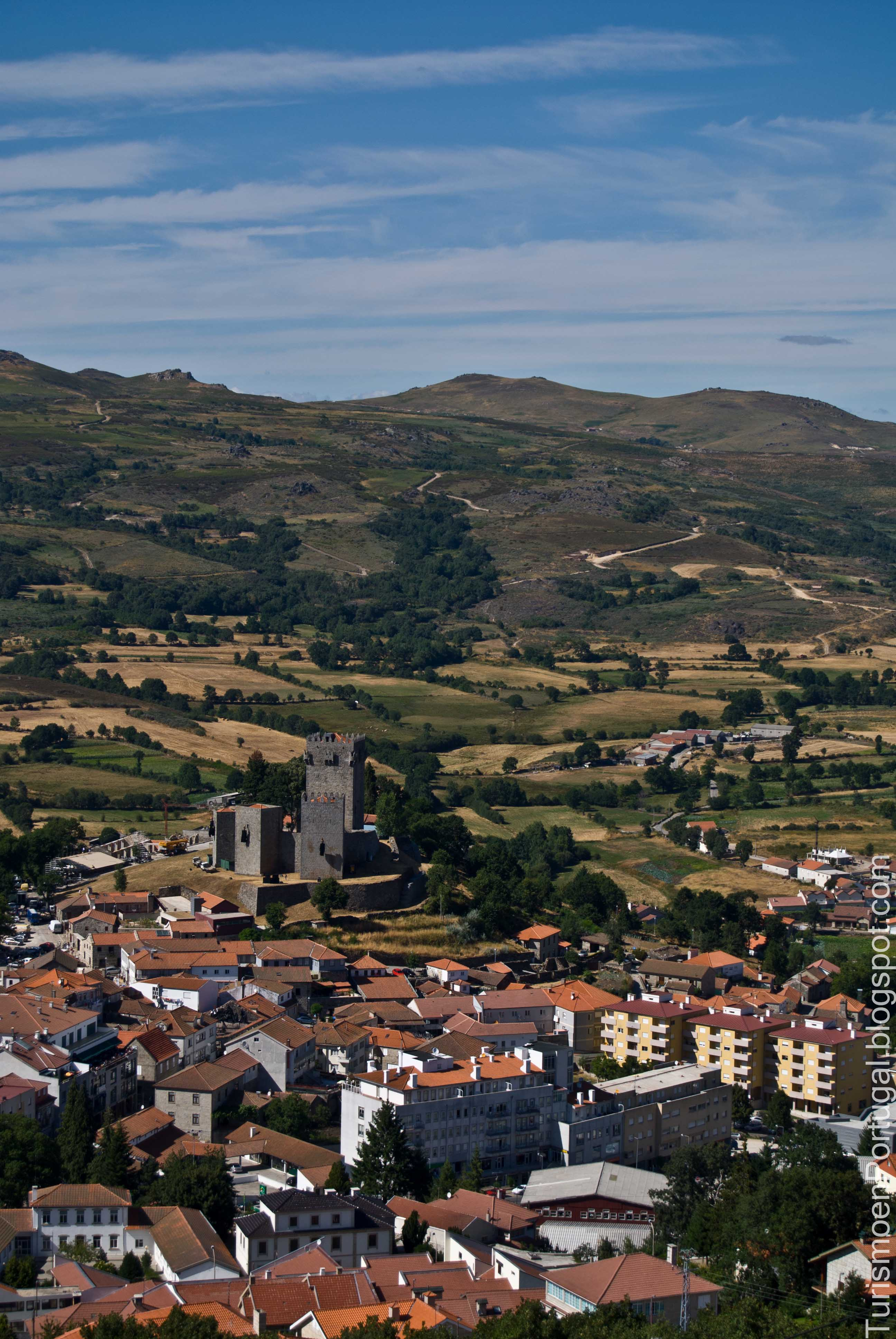
Blick auf Montalegre und seine Burg

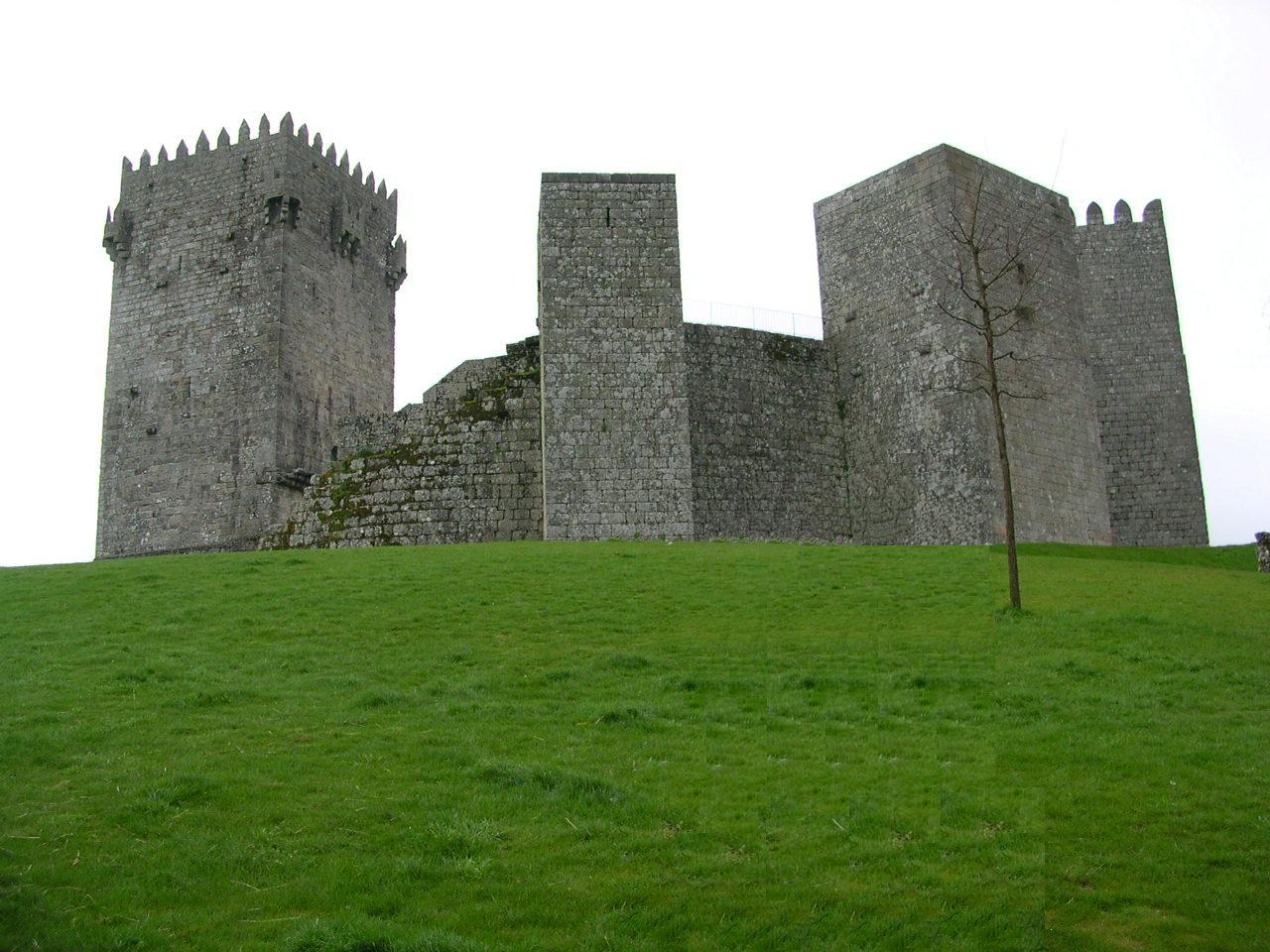
Die Burg (Castelo) von Montalegre

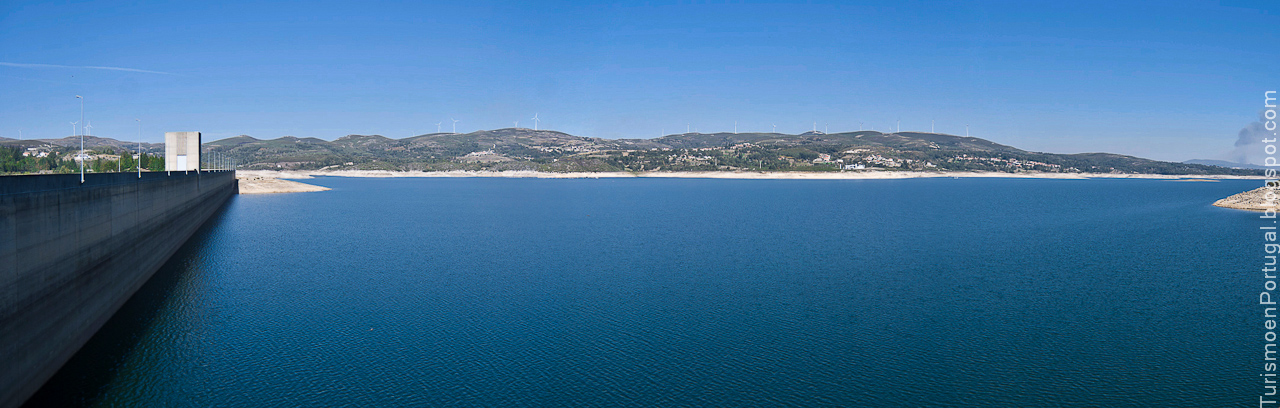
Der Stausee Barragem do Alto Rabagão

## Geschichte
Funde von Dolmen und Antas belegen eine Besiedlung des Gemeindegebiets mindestens seit der Jungsteinzeit. Die Gegend gehört zum Verbreitungsgebiet der eisenzeitlichen Castrokultur. Die Römer unterwarfen die keltisch beeinflussten Gallaeker und wandelten einige der noch vorhandenen Wallburgen (Portugiesisch: Castros) in römische Ansiedlungen um. Für die Ausbeutung und den Abtransport von Bodenschätzen erschlossen sie den Nordwesten der iberischen Halbinsel mit einem dichten Netz von Römerstraßen und Brücken.
Der heutige Ort wurde erstmals im 6. Jahrhundert im Zuge von verwaltungstechnischen Gebietsaufteilungen erwähnt. Montalegre bekam seine ersten Stadtrechte (Foral) im Jahre 1273 von König Alfons III. Sie wurden mehrmals erneuert durch folgende Könige.
Im Zuge der Verwaltungsreform von 1836, nach der Liberalen Revolution in Portugal (1822), wurde der bis dahin bestehende Kreis Montalegre durch Ausgliederung verkleinert, blieb jedoch bis heute als eigenständiger Kreis bestehen.

## Kultur, Sport und Sehenswürdigkeiten
Das Museum Ecomuseu de Barroso widmet sich dem Ökosystem der Serra do Barroso, aber auch den Traditionen des Kreises, mit Ausstellungen und kulturellen Veranstaltungen. Das Ecomuseu unterhält thematische Niederlassungen in historischen Gebäuden in verschiedenen Gemeinden des Kreises.
Im Stausee Barragem do Alto Rabagão (auch als Barragem dos Pisões bekannt) sind vielfältige Wassersportmöglichkeiten gegeben, auch Sportangeln und Angeltourismus wird dort betrieben.
Der Kreis Montalegre liegt zu etwa einem Viertel im Nationalpark Peneda-Gerês.
Mit der Pista Automóvel de Montalegre verfügt die Gemeinde Padornelos in der Serra do Larouco über eine Motorsport-Rennstrecke, auf der jedes Jahr diverse nationale Auto-, Motorrad- und Truck-Rennen veranstaltet werden. Am 5. und 6. Mai 2007 wurde auf diesem 1050 Meter langen Rundkurs mit dem Saisonstart zur FIA Rallycross-Europameisterschaft 2007 das erste große internationale Autorennen ausgetragen.
Der 1964 gegründete Fußballverein CDC Montalegre spielte mehrfach in der Dritten Liga.

## Töchter und Söhne der Stadt
- Bento António Gonçalves (1902–1942), Politiker
- Francisco Esteves Dias (1920–1977), Bischof von Luso
- Mário Montalvão Machado (1921–2010), Anwalt, Politiker und Biograf
- Bento da Cruz (* 1925), Arzt und Schriftsteller
- Acácio da Silva (* 1961), Radrennfahrer

## Verwaltung

### Kreis
Montalegre ist Sitz eines gleichnamigen Kreises, der im Norden an Spanien grenzt. Die Nachbarkreise sind (im Uhrzeigersinn im Norden beginnend): Chaves, Boticas, Cabeceiras de Basto, Vieira do Minho sowie Terras de Bouro.
Mit der Gebietsreform im September 2013 wurden mehrere Gemeinden zu neuen Gemeinden zusammengefasst, sodass sich die Zahl der Gemeinden von zuvor 35 auf 25 verringerte.
Die folgenden Gemeinden (freguesias) liegen im Kreis Montalegre:

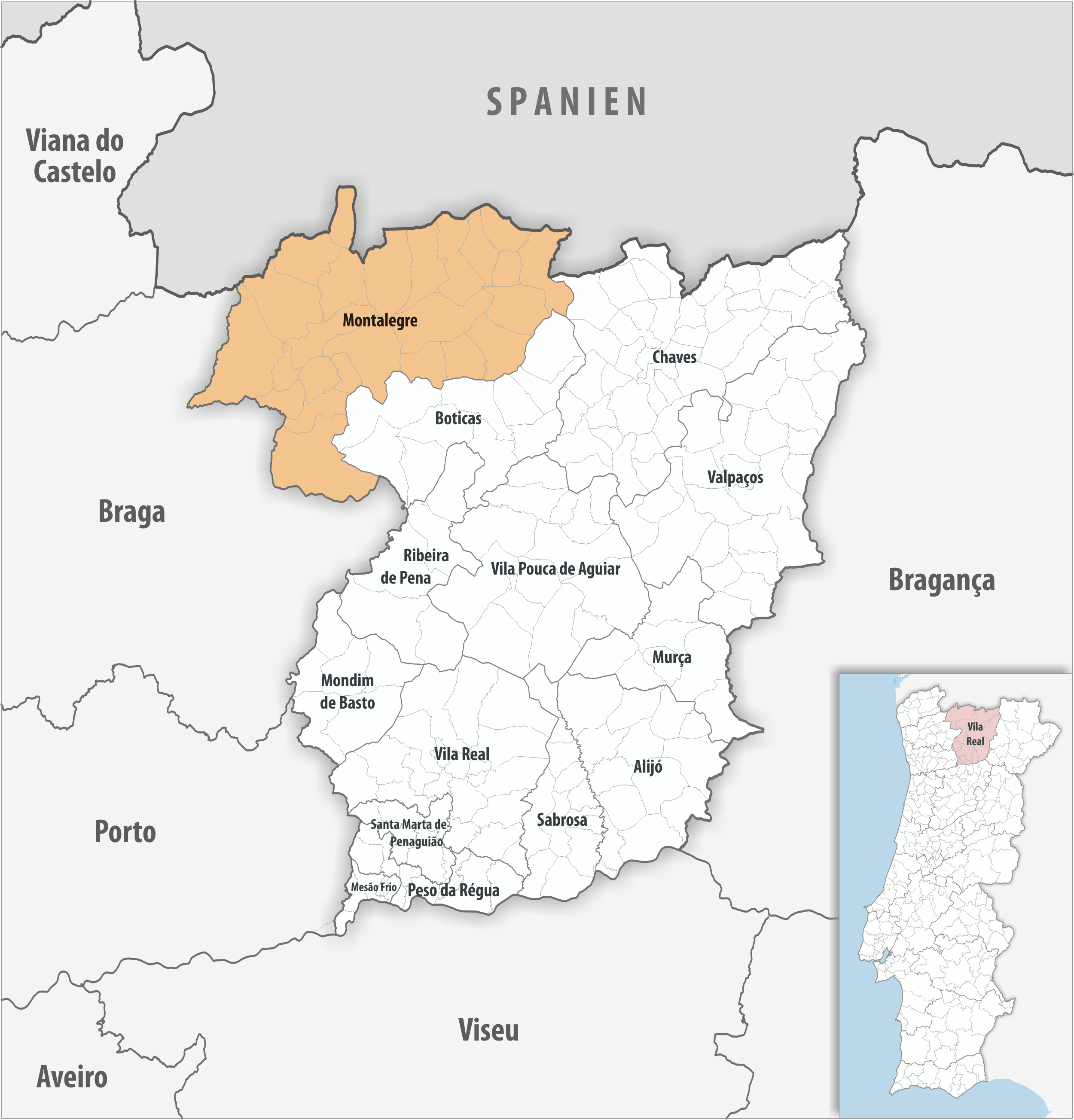
Kreis Montalegre

| Gemeinde                           | Einwohner (2021) | Fläche km² | Dichte Einw./km² | LAU- Code |
| ---------------------------------- | ---------------- | ---------- | ---------------- | --------- |
| Cabril                             | 512              | 76,56      | 7                | 170601    |
| Cambeses do Rio, Donões e Mourilhe | 273              | 45,30      | 6                | 170636    |
| Cervos                             | 227              | 32,95      | 7                | 170603    |
| Chã                                | 701              | 50,98      | 14               | 170604    |
| Covelo do Gerês                    | 166              | 10,76      | 15               | 170607    |
| Ferral                             | 293              | 15,28      | 19               | 170609    |
| Gralhas                            | 186              | 21,59      | 9                | 170612    |
| Meixedo e Padornelos               | 265              | 35,76      | 7                | 170637    |
| Montalegre e Padroso               | 1.772            | 32,15      | 55               | 170638    |
| Morgade                            | 195              | 21,15      | 9                | 170616    |
| Negrões                            | 132              | 20,61      | 6                | 170618    |
| Outeiro                            | 143              | 52,32      | 3                | 170619    |
| Paradela, Contim e Fiães           | 245              | 30,86      | 8                | 170639    |
| Pitões das Júnias                  | 151              | 33,49      | 5                | 170623    |
| Reigoso                            | 130              | 17,23      | 8                | 170625    |
| Salto                              | 1.263            | 78,55      | 16               | 170626    |
| Santo André                        | 149              | 18,96      | 8                | 170627    |
| Sarraquinhos                       | 300              | 33,49      | 9                | 170629    |
| Sezelhe e Covelães                 | 229              | 32,94      | 7                | 170640    |
| Solveira                           | 150              | 12,34      | 12               | 170631    |
| Tourém                             | 110              | 17,03      | 6                | 170632    |
| Venda Nova e Pondras               | 344              | 19,13      | 18               | 170641    |
| Viade de Baixo e Fervidelas        | 695              | 48,31      | 14               | 170642    |
| Vila da Ponte                      | 167              | 10,67      | 16               | 170635    |
| Vilar de Perdizes e Meixide        | 463              | 37,04      | 12               | 170643    |
| Kreis Montalegre                   | 9.261            | 805,45     | 11               | 1706      |

### Kommunaler Feiertag
- 9. Juni

### Bevölkerungsentwicklung
| 1801   | 1849   | 1900   | 1930   | 1960   | 1981   | 1991   | 2001   | 2011   |
| 18.072 | 19.794 | 20.732 | 21.158 | 32.728 | 19.403 | 15.464 | 12.762 | 10.537 |

Die Bevölkerung des Kreises gilt als stark überaltert. Auf die Dörfer verteilt verfügt Montalegre über mehrere Altersheime, in denen meistenteils aus dem Kreis selbst stammende Menschen leben.